# Tahani Amer
Tahani Amer es una ingeniera aeroespacial egipcia que se desempeña como ejecutiva de la División de Ciencias de la Tierra de la Dirección de Misiones Científicas de la Sede de la NASA. Recibió el Premio de Ciencia 2022 del Consejo de Organizaciones Musulmanas de EE. UU.

## Primeros años y educación
Tahani nació en un suburbio de El Cairo, donde su padre la animó a seguir una carrera en ingeniería. Asistió a la escuela secundaria en África y, a pesar de que las matemáticas eran su materia favorita, tenía la intención de asistir a la escuela de medicina. Se casó a los diecisiete años y se mudó a los Estados Unidos con dos hijos. Cuando se mudó por primera vez a los Estados Unidos no sabía hablar nada de inglés. A pesar de ello, destacó en matemáticas y tomó cursos de ingeniería mientras cuidaba de sus hijos.[cita requerida] Amer finalmente completó sus estudios universitarios en la Universidad de Old Dominion, donde se especializó en ingeniería mecánica. Durante sus estudios universitarios, realizó una pasantía en la NASA y trabajó en dinámica de fluidos computacional. Esta experiencia motivó a Amer a permanecer en la Universidad Old Dominion para realizar estudios de posgrado, con un enfoque en ingeniería aeroespacial. Su investigación doctoral consideró los factores de riesgo en las misiones de la NASA.

## Investigación y carrera
Amer regresó a la NASA, donde desarrolló instrumentos para medir la resistencia del fuselaje en túneles de viento. Finalmente fue nombrada ejecutiva en la Dirección de Misiones Científicas, donde supervisó varias misiones, incluidas Topografía de Aguas Superficiales y Océanos, CLARREO y GeoCarb (Observatorio Geoestacionario del Ciclo del Carbono).[cita requerida]
Amer recibió el Premio al Servicio Público de la NASA 2014 por su compromiso de mejorar la conciencia pública sobre la NASA y alentar a las personas de grupos históricamente marginados a participar en la ciencia. En 2022, fue honrada por el Consejo de Organizaciones Musulmanas de EE. UU. por sus contribuciones a la ciencia.

## Vida personal
Amer es musulmana y ha hecho campaña para mejorar la representación de las mujeres en la ingeniería.